# Хутор Крупской (Красноармейский район)
Кру́пской — хутор в Красноармейском районе Краснодарского края.
Входит в состав Старонижестеблиевского сельского поселения.

## Население
| 2002 | 2010 |
| ---- | ---- |
| 949  | ↘774 |

## Улицы
| - ул. Кирпичная, - ул. Комсомольская, - ул. Красная, | - ул. Молодёжная, - ул. Народная, - пер. Пионерский, - ул. Советская, - ул. Степная. |